# Mariane van Hogendorp
Pour les articles homonymes, voir Van Hogendorp.
Mariane Catherine van Hogendorp, née le 8 août 1834 à La Haye (Pays-Bas) et morte le 17 septembre 1909 à Lausanne (Suisse), est une féministe néerlandaise. Elle fonde la Nederlandsche Vrouwenbond ter Verhooging van het Zedelijk Bewustzijn (nl) (Union néerlandaise des femmes pour accroître la conscience morale).

## Biographie

### Famille

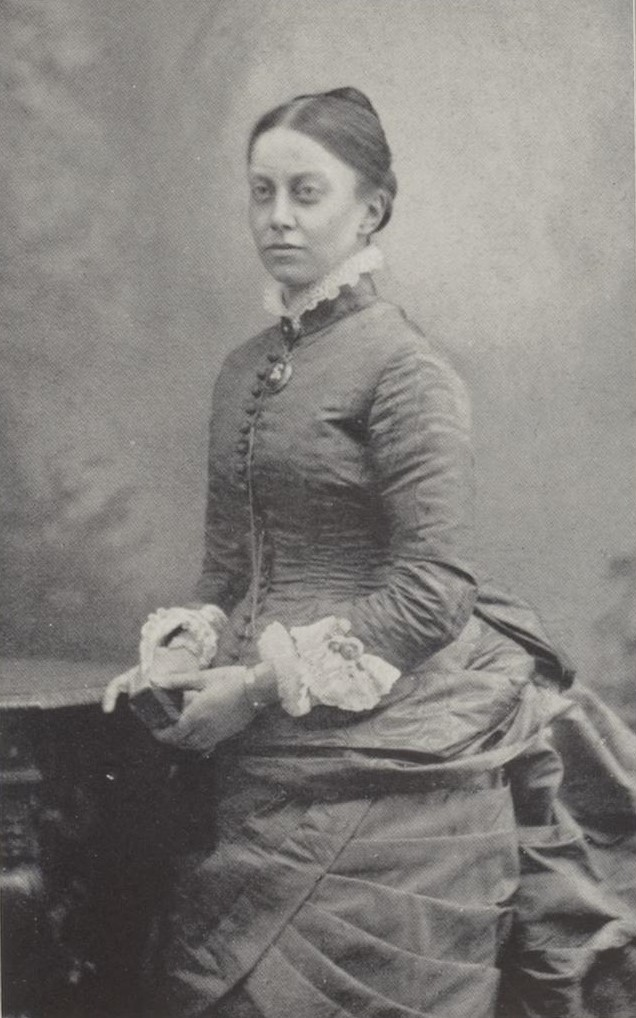
Anna van Hogendorp, une des sœurs de Mariane van Hogendorp qui partage avec elle son militantisme fémininiste.

Les van Hogendorp sont une famille noble de La Haye. Le père de Mariane van Hogendorp, Dirk Graaf van Hogendorp est juge à la Cour d'appel et épouse sa cousine Maria Catharina van Hogendorp. Ils ont 8 enfants, 3 garçons et 5 filles. Elle est la petite-fille du célèbre homme d'État Gijsbert Karel van Hogendorp. Sa jeunesse est influencée par le réveil protestant, pour lequel ses parents jouent un rôle important mais elle ne suit pas d'éducation scolaire au-delà de l’école primaire car les femmes de son rang ne travaillent pas. Au décès de son père en 1845, sa mère l'invite à s'engager dans des activités de bienfaisance et de philanthropie.
À l'âge de 41 ans, le 18 novembre 1875, Mariane Catherine épouse Aarnout Klerck (1820-1876), secrétaire général du département de la Marine et ami de la famille. Il meurt l'année suivante en 1876. À la suite du décès de sa mère en 1878, elle vit avec ses sœurs Anna van Hogendorp (nl) et Wilhelmina à La Haye et où elles resteront ensemble plus de 30 ans.

### Militantisme
Mariane van Hogendorp est présidente de l'association fondée par sa mère Vrienden der Armen (Les défenseurs des pauvres) de 1874 à 1900.
En 1883, elle travaille sur les questions liées à la prostitution avec la féministe anglaise Josephine Butler, qui condamne sa réglementation. Celle-ci l'encourage à créer une organisation de femmes en faveur de l'abolitionnisme. Vers 1884, Mariane van Hogendorp appelle à lutter contre la prostitution dans trois brochures nommées Een woord aan de vrouwen van Nederland (Un mot aux femmes des Pays-Bas). Cet appel aboutit à la fondation en 1884 de Nederlandsche Vrouwenbond ter Verhooging van het Zedelijk Bewustzijn (nl)(NVVZB) , une organisation de femmes influentes qui lutte contre la prostitution puisque l'Association néerlandaise contre la prostitution (NVP) n'accepte pas les femmes comme membres. Mariane van Hogendorp en prend la direction aux côtés de sa sœur Anna de 1883 à 1909. Elle restera présidente jusqu'à sa mort. Sur le terrain, elle aide les prostituées qui souhaitent échapper à leur condition en les guidant vers un foyer d'accueil à Zetten. De plus, la mission du NVVZB était d’éviter que les femmes ne tombent dans la prostitution. Les membres du NVVZB vérifient les offres d'emploi pour les femmes venant d'une autre ville cherchant à devenir bonnes. Des soirées de rencontres sont organisées par les agences de travail et les employeurs prospectifs mais certaines de ces soirées avaient pour objectif de recruter des prostituées, d'où le rôle du NVVZB.

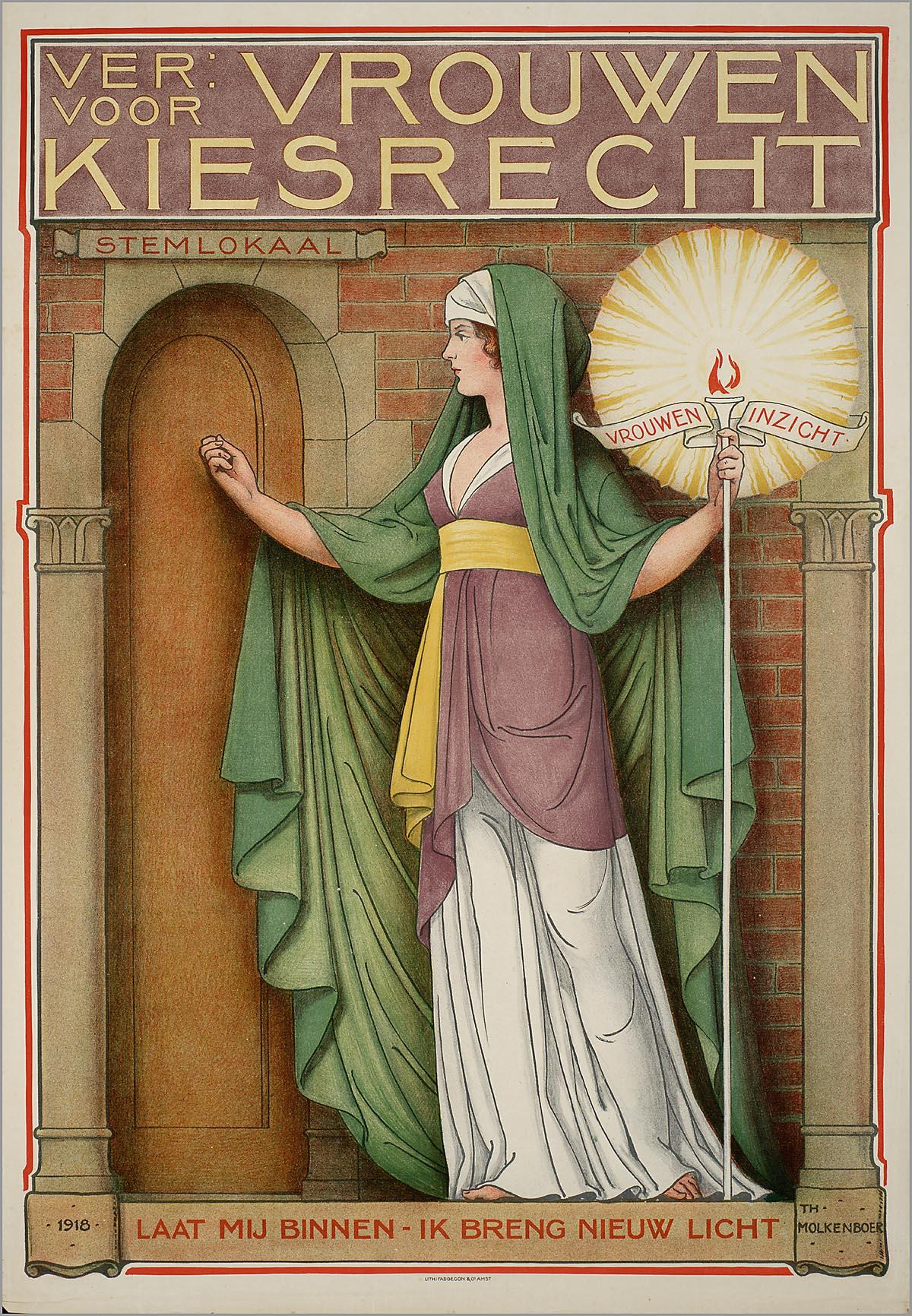
Vereeniging voor Vrouwenkiesrecht (Association pour le droit de vote des femmes) : Laisse-moi entrer, j'apporte une nouvelle lumière (dessin de Theo Molkenboer).

Avec sa sœur Anna et l'historienne Johanna Naber (en), Mariane van Hogendorp élargit ensuite le champ d'activité du NVVZB vers la fin du siècle et se porte sur les problématiques féministes telles que l'interdiction de la recherche de paternité, la protection de l'enfance, le travail des femmes et le droit de vote des femmes. De 1894 à 1909, elle est membre du Vereeniging voor Vrouwenkiesrecht (en) (Association pour le droit de vote des femmes), la principale organisation dédiée au droit de vote des femmes aux Pays-Bas.
En 1895, elle crée une branche de l'Union néerlandaise des femmes pour accroître la conscience morale dans les Indes néerlandaises afin d'aider les concubines de soldats néerlandais et des enfants issus de ces relations.
En 1898, elle met en place le Nationale Vrouwenraad van Nederland (en) (Conseil national des femmes des Pays-Bas), la branche néerlandaise du Conseil international des femmes, dont elle devient la première présidente.
Elle représente les Pays-Bas dans le mouvement international des femmes en 1900. Cette même année, la réglementation sur la prostitution disparaît mais elle continue de faire campagne pour l’arrêt de l'esclavage sexuel et la fermeture totale des maisons closes par le biais d'un nouveau groupe qu'elle préside, Nationaal Comité tot Bestrijding van den Handel in Vrouwen (Comité national de lutte contre la traite des femmes).
Elle meurt à Lausanne, en Suisse, le 17 septembre 1909 alors qu'elle est en vacances.